# WDL Aviation
WDL Aviation é uma companhia aérea sediada em Colônia, na Alemanha. A empresa tem 18 aeronaves.